# Jambusagaranagara
Jambusāgaranagara (també escrit com a Jambūsāronagara) és un lloc o regió de l'Índia on una escola d'astrònoms i matemàtics va tindre un auge durant els segles XV fins al XVIII dC. La ubicació d'aquest lloc no ha estat identificat.
Gangadhara, fill de Govardhana i net de Divakara i germà més jove de Vishnu i Laksmidhara, era un matemàtic prominent de l'escola Jambusagaranagara que va escriure l'obra Ganitamrtasagari, un commentari a l'obra matemàtica Lilavati de Bhaskara II i que fou molt reconegut al voltant del 1420 dC. Govardhana i Divakara eren matemàtics per si mateixa capacitats en habilitat matemàtica.

## Escoles de matemàtiques
Els historiadors de matemàtiques han identificat diverses escoles de matemàtiques que va tindre l'auge en parts diferents d'India durant els mateixos segles que ho va fer l'escola Jambusagaranagara. També alhora la majoria de les activitats matemàtiques durant aquest període es van concentrar en aquestes escoles. Les escoles eren als llocs van identificar pels noms següents:
- Jambusagaranagara
- Dadhigrama (Vidarbha)
- Nandigrama (Gujarat)
- Parthapura (Maharashtra)
- Golagrama (Maharashtra), de la qual formaven part, en els segles XVI i XVII, Kṛṣṇa Daivajña, Nṛsiṃha i Kamalakara, respectivament avi, pare i fill,[3] i, potser també, els ascendents de Jagannatha Samrat.
- Kerala, potser la més important, fundada per Madhava_de_Sangamagrama en el segle XIV.